# Hasses
|  | No s'ha de confondre amb Hassi. |

Els hasses (llatí: Hassi) foren un poble de la Gàl·lia Belga, esmentat per Plini el Vell, que vivien prop del bel·lòvacs. Apareixen també amb el nom de Bassi. Un bosc anomenat Haiz o Hez, prop de Beauvais, fou probablement un dels llocs que habitaven.